# Petr Svoboda (1987)
Petr Svoboda (* 14. července 1987 Frýdek-Místek[zdroj?]) je český podnikatel, zakladatel firmy Shopsys.

## Biografie
Narodil se 14. července 1987 ve Frýdku-Místku. V letech 2003 až 2007 navštěvoval Střední průmyslovou školu elektrotechniky a informatiky v Ostravě. Od roku 2009 studoval na Vysoké škola podnikání v Ostravě, kde získal titul bakaláře.[zdroj?]
V roce 2003 jakožto žák střední školy založil společnost na vývoj e-shopů Shopsys.
V roce 2016 odstoupil z pozice výkonného ředitele Shopsysu. Jeho nástupcem se stal Lukáš Havlásek.[zdroj?]
Od roku 2022 vedl Shopsys na pozici výkonného ředitele Matěj Kapošváry a Petr Svoboda se věnoval strategii společnosti.